# Clytoderus pygmaeus
Clytoderus pygmaeus é uma espécie de coleóptero da tribo Anaglyptini (Cerambycinae); com distribuição restrita ao México (México, Morelos).